# Eugen Langen
Eugen Langen  (Colonia, 9 de octubre de 1833 - Elsdorf, 2 de octubre de 1895) fue un ingeniero industrial e inventor alemán. En 1876 construyó junto con Nikolaus Otto un motor de combustión interna de pistón a gas que funcionaba con una mezcla de combustible a presión.
En 1857 desarrolló un método de producción de azúcar para la fábrica de su padre, y también inventó un arado de rejilla de acero.

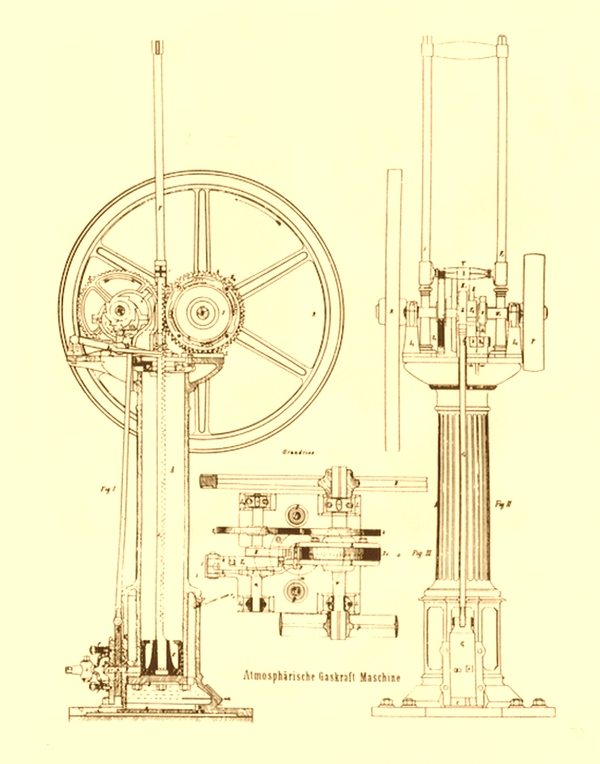
Copia de la patente del motor de compresión, solicitada en 1863 por Niklaus Otto y Eugene Langen para un motor de gas, en Inglaterra y otros países. Está considerado como el primer motor de combustión eficiente por los jueces de la Exposición de París, en contraste con el de Lenoir, que era menos eficiente.

## N. A. Otto & Cie
El 1864 fundó junto con el ingeniero Nicolaus Otto la primera fábrica de motores  N. A. Otto & Cie , que fue la primera compañía en manufacturar los motores de combustión interna. En 1869, el nombre de la empresa cambió a  Gasmotoren-Fabrik Deutz AG  (fábrica de Motores de Gas Deutz AG), compañía que ahora se conoce como Deutz AG.

## Material ferroviario
En el campo de equipo ferroviario, Langen era copropietario y el ingeniero de la Kölner Waggonfabrik van der Zypen & Charlier. Puso en marcha el monorriel de Wuppertal, del sistema monorriel suspendido o ahorcado, en 1894.

## Galería

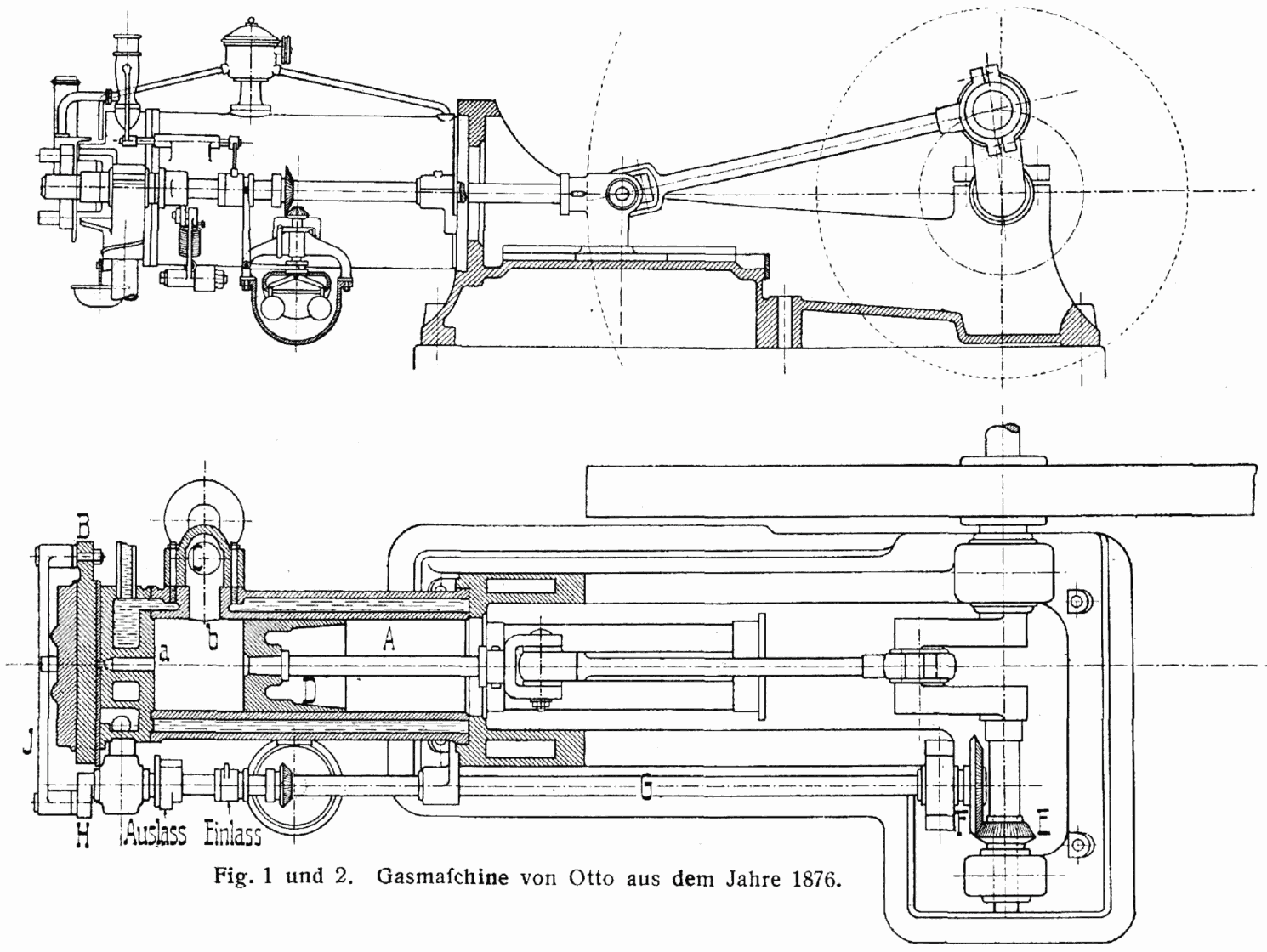
Gaskraftmaschine, 1876
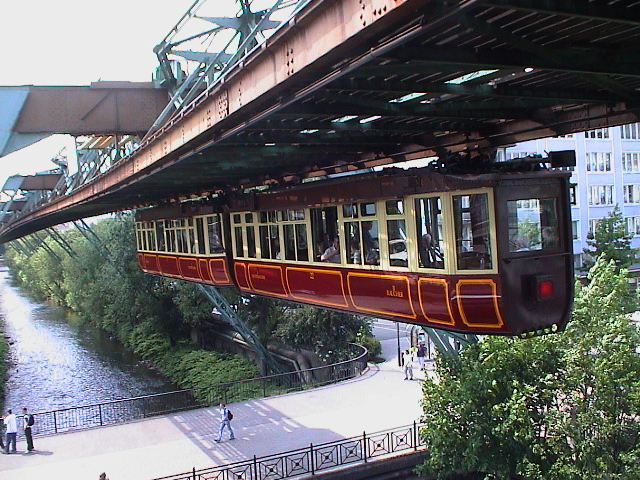
Monorriel de Wuppertal

## Nota
1. ↑   Wise, David Burgess. "Daimler: Founder of the Four-Wheeler", in Northey, Tom, ed.  World of Automobiles  (London: Orbis, 1974), Volume 5, p.483.

- NMP Encyclopedia , Volumen 2, Varsovia, 1991, pág. 274